# Élections législatives de 1968 aux Comores
Les élections législatives françaises de 1968 se déroulent le 23 juin 1968. Dans le territoire des Comores, deux députés sont à élire dans le cadre d'une circonscription.

## Élus
| Circonscription        | Député sortant            | Parti | Parti | Député élu ou réélu       | Parti | Parti |
| ---------------------- | ------------------------- | ----- | ----- | ------------------------- | ----- | ----- |
| Circonscription unique | Ahmed Mohamed             |       | UDR   | Ahmed Mohamed             |       | UDR   |
| Circonscription unique | Said Ibrahim bin Said Ali |       | UDR   | Said Ibrahim bin Said Ali |       | UDR   |

## Résultats

### Résultats à l'échelle du territoire
|                | Union pour la défense de la République | 55 605  | 77,12  | 2 |  |  |
|                | Union des républicains de progrès      | 55 605  | 77,12  | 2 |  |  |
|                |                                        |         |        |   |  |  |
|                | Divers                                 | 16 493  | 22,88  | 0 |  |  |
|                |                                        |         |        |   |  |  |
| Inscrits       | Inscrits                               | 111 533 | 100,00 | 2 |  |  |
| Abstentions    | Abstentions                            | 38 883  | 34,86  |   |  |  |
| Votants        | Votants                                | 72 650  | 65,14  |   |  |  |
| Blancs et nuls | Blancs et nuls                         | 552     | 0,76   |   |  |  |
| Exprimés       | Exprimés                               | 72 098  | 99,24  |   |  |  |

### Résultats par circonscription
| |                                                                         |        |       |  |  |
| Union pour la défense de la République                                                                                               | 1.Said Ibrahim bin Said Ali sortant (UDR) 2.Ahmed Mohamed sortant (UDR) | 55 605 | 77,12 |  |  |
| Sans étiquette | 1.Abdou Sidi benSaid Mohamed Elface (SE) 2.Said Ali Yussouf (SE)        | 16 493 | 22,88 |  |  |
| |                                                                         |        |       |  |  |
| Inscrits | 111 533                                                                 | 100,00 | 2     |  |  |
| Abstentions | 38 883                                                                  | 34,86  |       |  |  |
| Votants | 72 650                                                                  | 65,14  |       |  |  |
| Blancs et nuls | 552                                                                     | 0,76   |       |  |  |
| Exprimés | 72 098                                                                  | 99,24  |       |  |  |
| Source : France, Ministère de l'intérieur. Les Elections législatives . Métropole., la Documentation française, 1974 (lire en ligne) |                                                                         |        |       |  |  |